# Apollo e Marsia (Raffaello)
Apollo e Marsia è un affresco (120x105 cm) di Raffaello Sanzio, databile al 1508 e facente parte della decorazione della volta della Stanza della Segnatura nei Musei Vaticani.

## Storia
Apollo e Marsia è di solito indicata come la quarta scena dipinta nella volta da Raffaello, nella Stanza che per prima venne decorata. Arslan l'attribuì al Sodoma, mentre Redig de Campo a Baldassarre Peruzzi.

## Descrizione e stile
Su uno sfondo a finto mosaico dorato è rappresentato il confronto tra Apollo e Marsia. A sinistra Apollo vittorioso è incoronato da un personaggio di spalle mentre se ne sta tranquillamente seduto su una roccia. Marsia invece è già incatenato sulla destra, di profilo, e un giovane con un coltello guarda al gesto di Apollo per avviare lo scuoiamento.
La scena, oltre a collegarsi con l'Apollo rappresentato nel Parnaso, aveva per i neoplatonici fiorentini un preciso riferimento simbolico ripreso da uno spunto pitagorico presente anche in Dante (Paradiso, I, 19-21), cioè la vittoria dell'armonia celeste sulle passioni terrestri, nonché la liberazione dell'anima. Evidenti sono le reminiscenze della statuaria antica delle figure: Apollo richiama il Fauno Barberini, mentre del Marsia scorticato in quella posizione esistono varie sculture.
Nel complesso di rispondenze tra il soffitto e le lunette laterali Apollo e Marsia si inseriscono nell'asse della parete nord, con la Poesia e il Parnaso.
| Parete | Immagine | Tondo  | Immagine | Riquadro        | Immagine | Lunetta | Elemento | Putto |
| ------ | -------- | ------ | -------- | --------------- | -------- | ------- | -------- | ----- |
| Nord   |          | Poesia |          | Apollo e Marsia |          | Parnaso | Aria     | Fuoco |

La mancata corrispondenza tra putto ed elemento dominante della serie è ascritta a un cambiamento del programma decorativo in corso d'opera.